# Furie iconoclaste

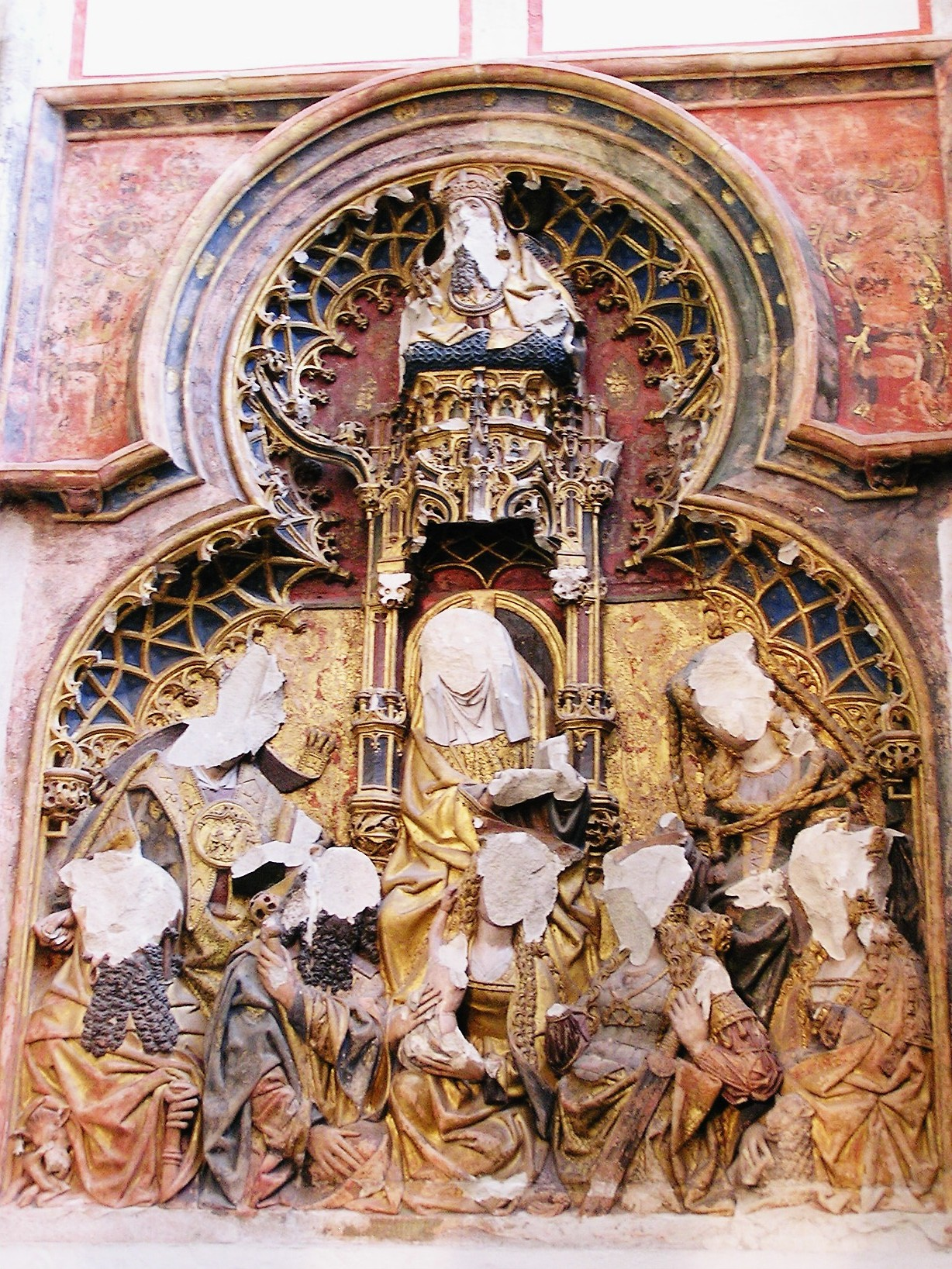
Statues en bas-relief de la cathédrale Saint-Martin d'Utrecht, partiellement détruites lors de la crise iconoclaste néerlandaise du XVIe siècle.

La Furie iconoclaste (en néerlandais : Beeldenstorm) est un mouvement iconoclaste déclenché en 1566 par les protestants, notamment calvinistes, dans les villes des Dix-Sept Provinces.

## Contexte
En 1500, Charles Quint, futur empereur du Saint-Empire romain germanique, naît à Gand. Né Habsbourg, il hérite successivement des Dix-Sept Provinces (1506), de l'Espagne et de ses colonies (1516), et est élu empereur des Romains en 1519. La Pragmatique Sanction de 1549, édit de Charles Quint, établit les Pays-Bas (Dix-Sept Provinces ou Pays-Bas espagnols) en une entité séparée du Saint-Empire et du royaume de France. En 1556, Charles Quint abdique et l'Espagne et les Pays-Bas des Habsbourg reviennent alors à son fils Philippe II d'Espagne.
Durant cette période, la Réforme atteint les Pays-Bas. Chez les riches marchands d'Anvers, le protestantisme trouve écho face aux pratiques luthériennes des marchands allemands hanséatiques, peut-être en partie pour des raisons économiques. La propagation du protestantisme dans cette ville s'appuie sur la fondation en 1514 du cloître augustin dans le quartier de St. Andries. Luther, augustin lui-même, enseigna à certains de ses moines, et ses écrits sont publiés en 1518. Les premiers martyrs luthériens sont d'ailleurs d'Anvers. La Réforme aux Pays-Bas espagnols concerne donc la superposition de plusieurs vagues de réformes : l'arrivée des luthériens, suivie par un fort militantisme anabaptiste, puis celui des mennonites, et enfin le protestantisme de Calvin. Chacun de ces mouvements a son existence propre en parallèle de celle des autres.

## Déclenchement

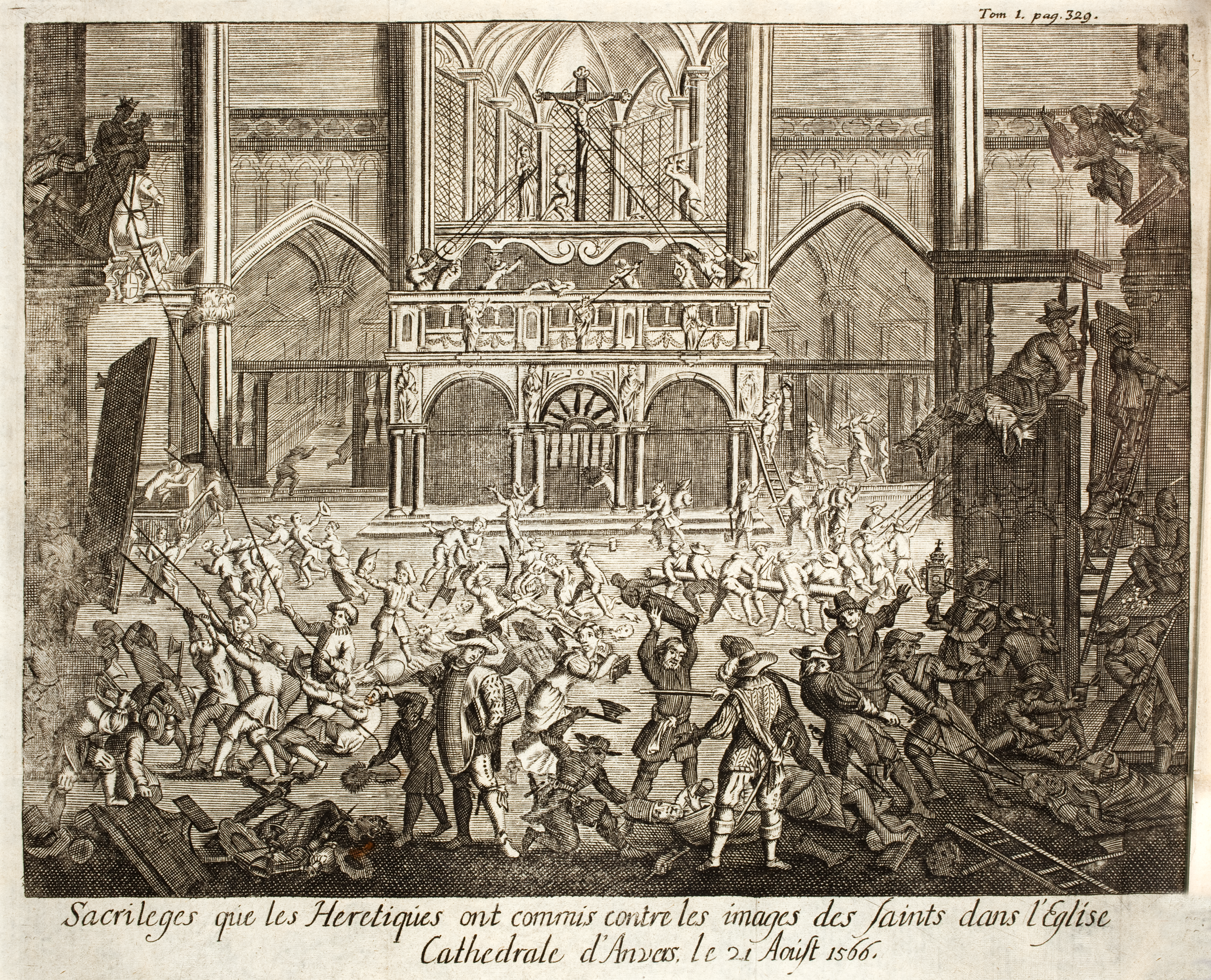
"Sacrileges que les Heretiques ont commis contre les images des Saints dans l'Eglise Cathedrale d'Anvers le 21 Aoust 1566." Gravure dans l'Histoire de la guerre des Païs-Bas, du R.P. Famien Strada ... / traduite par P. Du Ryrer, 1727, tom. I. pag. 329

Philippe II d'Espagne, catholique fervent et protecteur autoproclamé de la Contre-Réforme, punit de mort l'hérésie en Flandres, au Brabant et en Hollande (la région correspondant approximativement au Limbourg belge faisait partie du Diocèse de Liège et était donc considérée comme catholique de facto) au travers d'ordonnances appelées placards. En 1566, après le rejet par Philippe II dans les Lettres de Ségovie des différentes démarches entreprises par les pouvoirs locaux lui demandant d'adoucir l'application de ces « placards » — dont la plus célèbre est le Compromis des Nobles — les troubles s'intensifient.
La Furie iconoclaste démarre dans ce qui constitue aujourd'hui l'arrondissement de Dunkerque dans la Flandre française, à la suite de sermons en plein air (néerlandais : Hagepreken). Le premier sermon en plein air a lieu sur le Cloostervelt près de Hondschoote, et le plus important des sermons a lieu près de Boeschepe, le 12 juillet 1562. Ces sermons, principalement du fait des anabaptistes et des mennonistes, se répandent dans le pays. D'abord pacifiques, les sermons se sont faits de plus en plus virulents. En particulier, les calvinistes arguent du fait que la représentation statuaire catholique contrevient au Deuxième Commandement interdisant l'adoration des idoles, et poussent de ce fait la défiguration des statues et peintures représentant les saints.
Le 10 août 1566, à la fin du pèlerinage de Hondschoote à Steenvoorde, la chapelle du Sint-Laurensklooster (Monastère de Saint-Laurent) est attaquée par les protestants. C'est la date généralement retenue pour le début de la Furie iconoclaste. La Furie iconoclaste ne se traduit pas seulement par la destruction de l'art statuaire catholique, mais également par la mort de nombreux prêtres. La Furie iconoclaste gagne ensuite Anvers le 19 août et atteint Gand le 22 août. Une cathédrale, huit églises, vingt-cinq cloîtres, dix hospices et sept chapelles y sont mis à sac. Le mouvement se propage sur fond de crise liée aux mauvaises récoltes. De là, les destructions s'enchaînent, progressant vers le Nord et l'Est, mais ne durent pas plus d'un mois. Acculée, Marguerite de Parme autorise le culte protestant le 23 août. Mais, devant l'interprétation très large qu'en font les confédérés, celle-ci revient sur ses concessions, sûre de l'appui militaire de Philippe II d'Espagne.

## Suites
Sur fond de conflit religieux, il s'agit là du déclenchement de la contestation néerlandaise contre Philippe II, qui s'était montré jusque-là intransigeant sur la question religieuse. L'envoi par Philippe II d'une armée espagnole, commandée par Ferdinand Alvare de Tolède, troisième duc d'Albe, dont la répression, assurée par le Conseil de sang, ajouta au ressentiment populaire et précipita le déclenchement de la révolte des Gueux, prélude à la guerre de Quatre-Vingts Ans.
Spaans, dans son article de 1999, indique que l'iconoclasme fut instrumentalisé par l'aristocratie locale pour des raisons politiques
.